# Judith Hofmann
Pour les articles homonymes, voir Hofmann.
Judith Hofmann, née le 14 mai 1967 à Zurich (Suisse), est une actrice germanophone suisse.

## Biographie
Judith Hofmann termine sa formation d'actrice au séminaire Max Reinhardt à Vienne.
L'actrice vit à Berlin.

## Filmographie partielle

### Cinéma
- 2004 : Im Nordwind
- 2012 : Dans le jardin du Nil (court métrage)
- 2013 : Rosie
- 2018 : Der Unschuldige (de) de Simon Jaquemet (de)
- 2018 : Macht euch keine Sorgen!
- 2020 : Tödliche Geheimnisse – Das Versprechen
- 2022 : Alle reden übers Wetter d'Annika Pinske : Margot

### Télévision
- 2001 : Studers erster Fall (téléfilm)
- 2006 : Schönes Wochenende (téléfilm)
- 2007 : Kein Zurück – Studers neuster Fall (téléfilm)
- 2013 : Kursverlust (téléfilm)
- 2015 : Tatort (épisode Ätzend, téléfilm)
- 2016 : Le Croque-mort (Der Bestatter), (saison 5, série télévisée)
- 2020 : Die Getriebenen (téléfilm)

## Théâtre
- 1992/1993 : Schauspielhaus à Vienne
- 1994–1999 : Théâtre d’État bavarois (Bayerisches Staatsschauspiel) et Théâtre de la résidence à Munich
- 1999–2001 : Burgtheater de Vienne
- 2001–2009 : Théâtre Thalia de Hambourg
- depuis 2009/2010 : Deutsches Theater de Berlin

## Distinctions

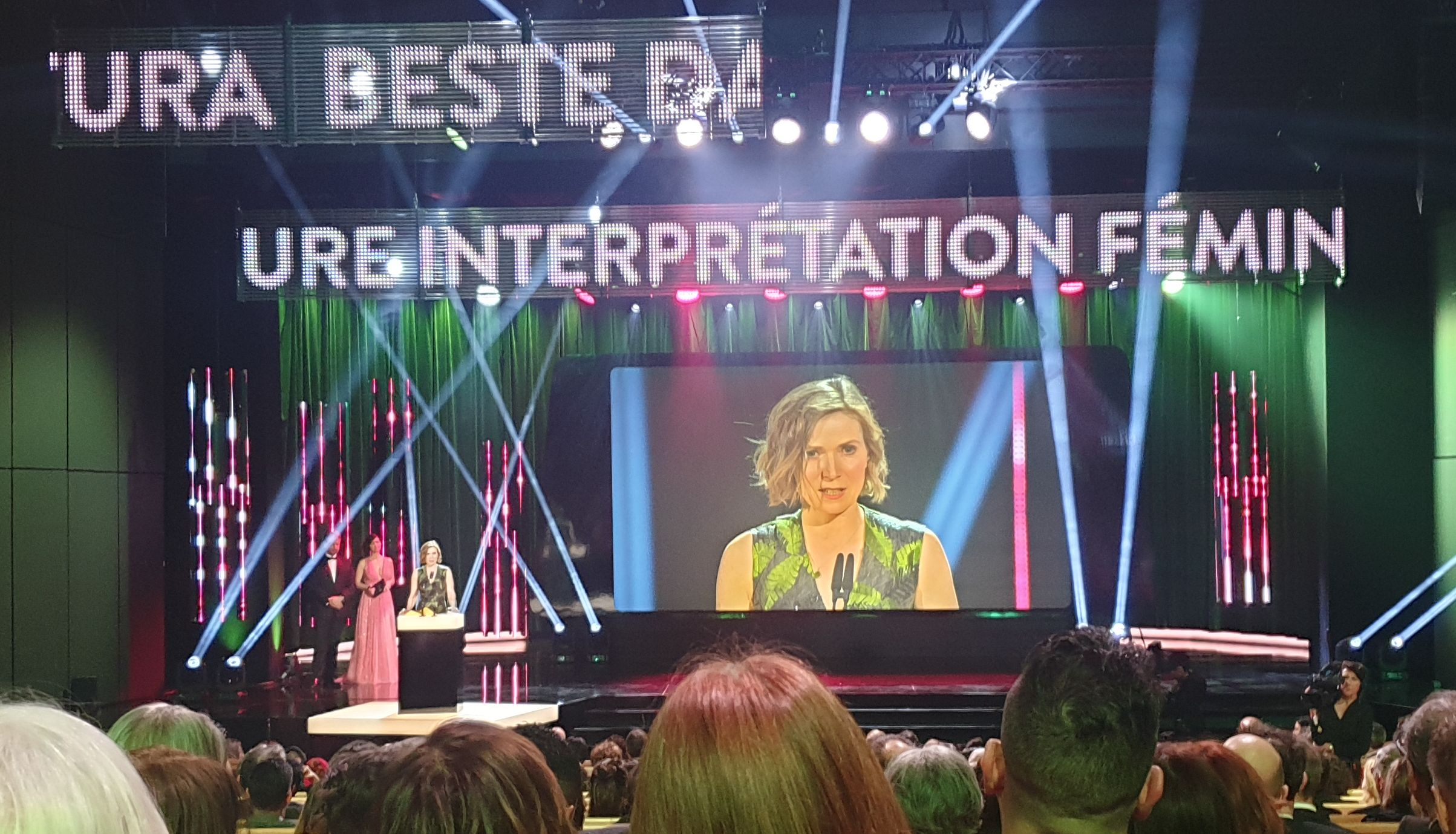
Judith Hofmann, lauréate du Prix du cinéma suisse 2019.

- 1998 : Star de l'année du Abendzeitung de Munich pour le rôle de Lena
- 2006 : nommée pour le prix Nestroy (prix théâtral)
- 2010 : Tilla-Durieux-Schmuck par Tilla Durieux[1]
- 2013 : nommée pour le Prix du cinéma suisse du meilleur second rôle dans Rosie[2]
- 2019 : Prix du cinéma suisse de la meilleure actrice principale pour son rôle de Ruth dans le long métrage de Simon Jaquemet (de) Der Unschuldige (de).